# Eriostethus sinuatus
Eriostethus sinuatus là một loài tò vò trong họ Ichneumonidae.